# Zamoście-Wieś
Zamoście-Wieś (pronunciación en polaco: /zaˈmɔɕt͡ɕɛ ˈvjɛɕ/) es un pueblo ubicado en el distrito administrativo de Gmina Strzelce Wielkie, dentro del Distrito de Pajęczno, Voivodato de Łódź, en Polonia central. Se encuentra aproximadamente a 3 kilómetros al este de Strzelce Wielkie, a 13 kilómetros al este de Pajęczno, y a 75 kilómetros al sur de la capital regional Łódź.